# Snookersäsongen 1999/2000
Snookersäsongen 1999/2000 behandlar säsongen för de professionella spelarna i snooker.

## Nyheter
Antalet rankingturneringar denna säsong var nio, samma som föregående år, men ett par flyttar hade gjorts. British Open flyttades från våren till hösten, vilket innebar att det spelades två British Open under 1999, med bara fem månaders mellanrum. Även China International flyttades till hösten. Dessutom gjordes en geografisk flytt av den europeiska rankingturneringen, som flyttades från Irland till Malta, vilket innebar att Malta Grand Prix för första och enda gången spelades med rankingstatus. (Malta har både tidigare och senare arrangerat rankingturneringar, men då under namnen European Open och Malta Cup.)
Ett par nya inbjudningsturneringar spelades i början på säsongen: Millennium Cup i Hongkong var en tredagarsturnering med åtta spelare varav fyra toppspelare och fyra lokala (däribland Marco Fu). Turneringen återkom aldrig, det gjorde däremot den nya Champions Cup, vilket var en turnering för föregående säsongs turneringsvinnare, kompletterat med wild cardsen Steve Davis, Jimmy White och Ken Doherty. Det var försäkringsbolaget Liverpool Victoria som valde att lägga ned sin satsning på Charity Challenge (som alltså försvann till denna säsong), och istället satsa på Champions Cup.

## Tävlingskalendern
| Inbjudningsturneringar |
| Rankingturneringar     |

| År   | Datum             | Turnering                    | Plats                 | Vinnare           | Finalist          | Resultat |
| ---- | ----------------- | ---------------------------- | --------------------- | ----------------- | ----------------- | -------- |
| 1999 | 23-25 juli        | Millennium Cup               | Hongkong, Kina        | Stephen Lee       | Ronnie O'Sullivan | 7-2      |
| 1999 | 28 aug - 5 sep    | Champions Cup                | Croydon, England      | Stephen Hendry    | Mark Williams     | 7-5      |
| 1999 | 8-19 september    | British Open                 | Plymouth, England     | Stephen Hendry    | Peter Ebdon       | 9-5      |
| 1999 | 28 sep - 3 okt    | Scottish Masters             | Motherwell, Skottland | Matthew Stevens   | John Higgins      | 9-7      |
| 1999 | 11-24 oktober     | Grand Prix                   | Preston, England      | John Higgins      | Mark Williams     | 9-8      |
| 1999 | 1-12 november     | Benson & Hedges Championship | Malvern, England      | Allister Carter   | Simon Bedford     | 9-4      |
| 1999 | 13-28 november    | UK Championship              | Bournemouth, England  | Mark Williams     | Matthew Stevens   | 10-8     |
| 1999 | 11-19 december    | China International          | Shanghai, Kina        | Ronnie O'Sullivan | Stephen Lee       | 9-2      |
| 2000 | 15-23 januari     | Nations Cup                  | Reading, England      | England           | Wales             | 6-4      |
| 2000 | 24-30 januari     | Welsh Open                   | Cardiff, Wales        | John Higgins      | Stephen Lee       | 9-8      |
| 2000 | 6-13 februari     | Masters                      | London, England       | Matthew Stevens   | Ken Doherty       | 10-8     |
| 2000 | 20-27 februari    | Malta Grand Prix             | Valletta, Malta       | Ken Doherty       | Mark Williams     | 9-3      |
| 2000 | 3-11 mars         | Thailand Masters             | Bangkok, Thailand     | Mark Williams     | Stephen Hendry    | 9-7      |
| 2000 | 21-26 mars        | Irish Masters                | Dublin, Irland        | John Higgins      | Stephen Hendry    | 9-4      |
| 2000 | 28 mars - 9 april | Scottish Open                | Aberdeen, Skottland   | Ronnie O'Sullivan | Mark Williams     | 9-1      |
| 2000 | 15 april - 1 maj  | VM i snooker                 | Sheffield, England    | Mark Williams     | Matthew Stevens   | 18-16    |
| 2000 | 5-6 maj           | Premier League Slutspel      | Colchester, England   | Stephen Hendry    | Mark Williams     | 9-5      |